# Oliver Stern (Schauspieler)
Oliver Stern (* 31. Mai 1959 in Wien, Österreich; † 1. Februar 2011 in Berlin) war ein österreichischer Schauspieler.

## Leben
Nach dem Schauspielstudium am Max-Reinhardt-Seminar Wien hatte Stern Engagements von 1981 bis 1994 am Schauspielhaus Graz sowie am Wiener Burgtheater, an dem er von 1984 bis 1991 und von 1997 bis 2000 auftrat. Parallel dazu spielte er von 1991 bis 1993 in Berlin an den Staatlichen Schauspielbühnen Berlin und anschließend bis 1995 an der Schaubühne am Lehniner Platz. Ab 2000 gehörte er dem Berliner Ensemble als Gastdarsteller an.
Seine erste Filmrolle hatte Stern 1984 als „Anatol“ in Malambo von Milan Dor. Mit Dor arbeitete er in den folgenden Jahren noch an weiteren Projekten, darunter den Fernsehfilmen Der Schnee vom vergangenen Jahr (1986) aus der Serie Tatort und Les volets verts (1988) aus der Reihe L'heure Simenon. In dem Fernsehfilm Twiggy – Liebe auf Diät (1998) von Tomy Wigand spielte er neben Christine Neubauer die männliche Hauptrolle.
Einem größeren Fernsehpublikum wurde Stern durch die komödiantische Krimiserie Adelheid und ihre Mörder mit Evelyn Hamann bekannt, in der er von 2000 bis 2007 in 39 Folgen den „Kommissar Ralf Schilling“ spielte, der von seinem Vorgesetzten, Hauptkommissar Ewald Strobel (Heinz Baumann), tyrannisiert wird.
In Heinrich Breloers dreiteiligem TV-Doku-Drama Speer und Er verkörperte Stern den Gauleiter Fritz Sauckel. In dem österreichischen Kinofilm Der Knochenmann (2009) nach dem gleichnamigen Roman von Wolf Haas war er als Polizist zu sehen. er war außerdem als Hörspiel-Sprecher tätig.
Stern wohnte abwechselnd in Berlin und Wien. Er starb am 1. Februar 2011 an einem Herzinfarkt.

## Filmografie
- 1984: Malambo – Regie: Milan Dor
- 1985: Lieber Karl – Regie: Maria Knilli
- 1986: Tatort: Der Schnee vom vergangenen Jahr (TV) – Regie: Milan Dor
- 1991: Die Strauß-Dynastie (TV) – Regie: Marvin J. Chomsky
- 1997: Lieber reich und glücklich (TV) – Regie: Heide Pils
- 1997: Polizeiruf 110: Der Sohn der Kommissarin (TV) – Regie: Jan Ruzicka
- 1998: Gefährliche Lust – Ein Mann in Versuchung  (TV) – Regie: Bodo Fürneisen
- 1998: Lexx – The Dark Zone
- 1998: Tatort: Blick in den Abgrund (TV) – Regie: Jürgen Brauer
- 1998: Twiggy – Liebe auf Diät (TV) – Regie: Tomy Wigand
- 1999: Gefährliche Hochzeit (TV) – Regie: Konrad Sabrautzky
- 2000: Der Hahn ist tot (TV) – Regie: Hermine Huntgeburth
- 2000: 008 – Agent wider Willen (TV) – Regie: Olaf Götz
- 2000–2007: Adelheid und ihre Mörder (TV-Serie, 39 Folgen)
- 2001: Die Männer vom K3 – Tödliches Spiel
- 2002: Paule und Julia – Regie: Torsten Löhn
- 2002: Voll korrekte Jungs (TV) – Regie: Rolf Silber
- 2002: Froschkönig (TV) – Regie: Werner Siebert
- 2003: hamlet X – Regie: Herbert Fritsch
- 2004: Im Namen des Gesetzes (TV) – Folge: Tödliches Rendezvous
- 2005: Stubbe – Von Fall zu Fall: Harte Kerle (TV) – Regie: Bernhard Stephan
- 2005: Speer und Er (TV) – Regie: Heinrich Breloer
- 2008: Die Patin – Kein Weg zurück – Regie: Miguel Alexandre
- 2009: Der Knochenmann – Regie: Wolfgang Murnberger

## Hörspiele (Auswahl)
- 1991: Edgar Hilsenrath: Das Märchen vom letzten Gedanken (Ein deutscher Leutnant) – Regie: Peter Groeger (Hörspiel – SFB/HR)
- 2002: Umberto Eco: Baudolino – Regie: Leonhard Koppelmann